# ایدسوول
ایدسوول (به لاتین: Eidsvoll) یک سکونتگاه مسکونی در نروژ است که در آکرشوس واقع شده‌است.

## خصوصیات
ایدسوول ۴۵۷ کیلومترمربع مساحت و ۱۸٬۳۳۸ نفر جمعیت دارد.

## نگارخانه

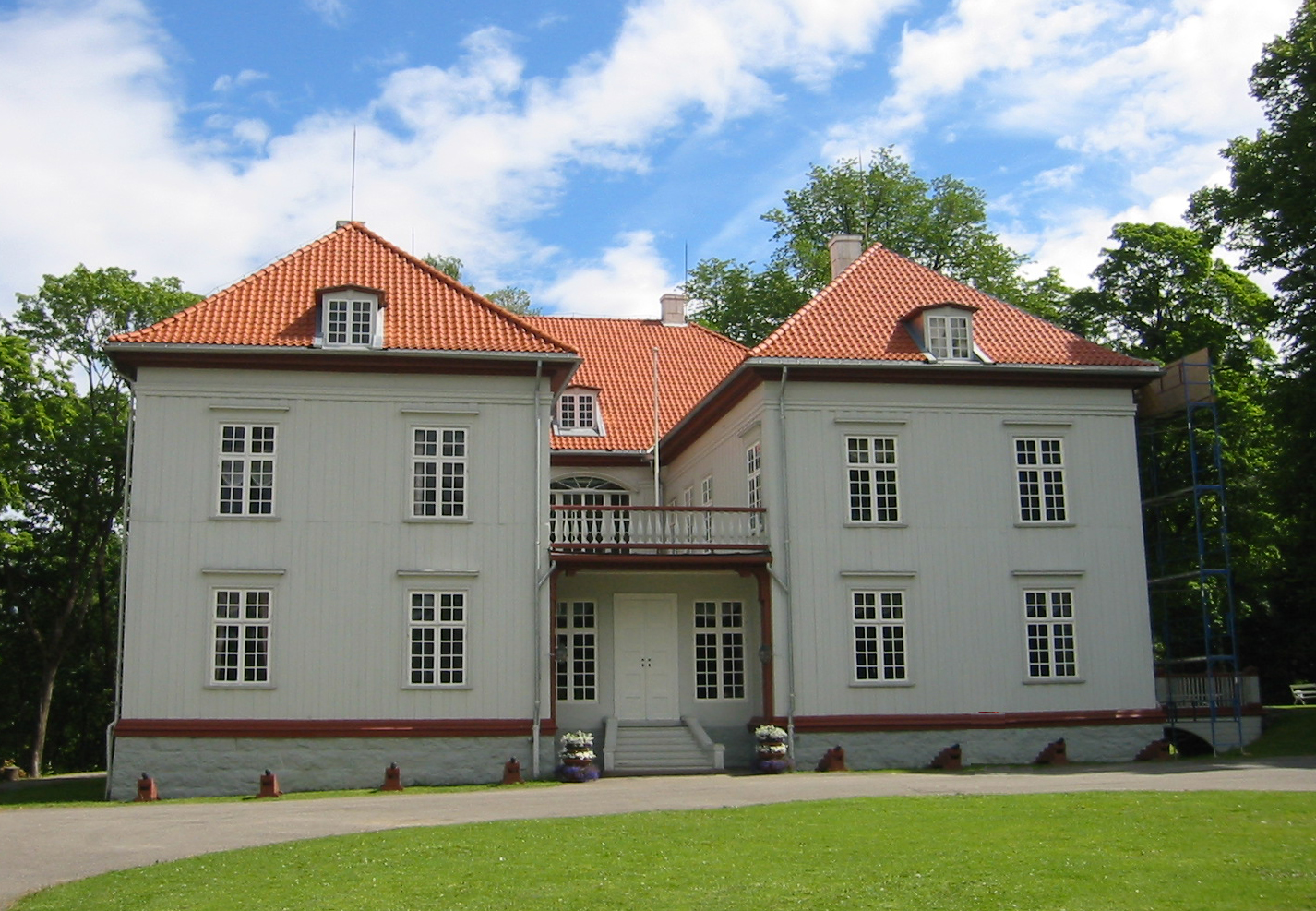
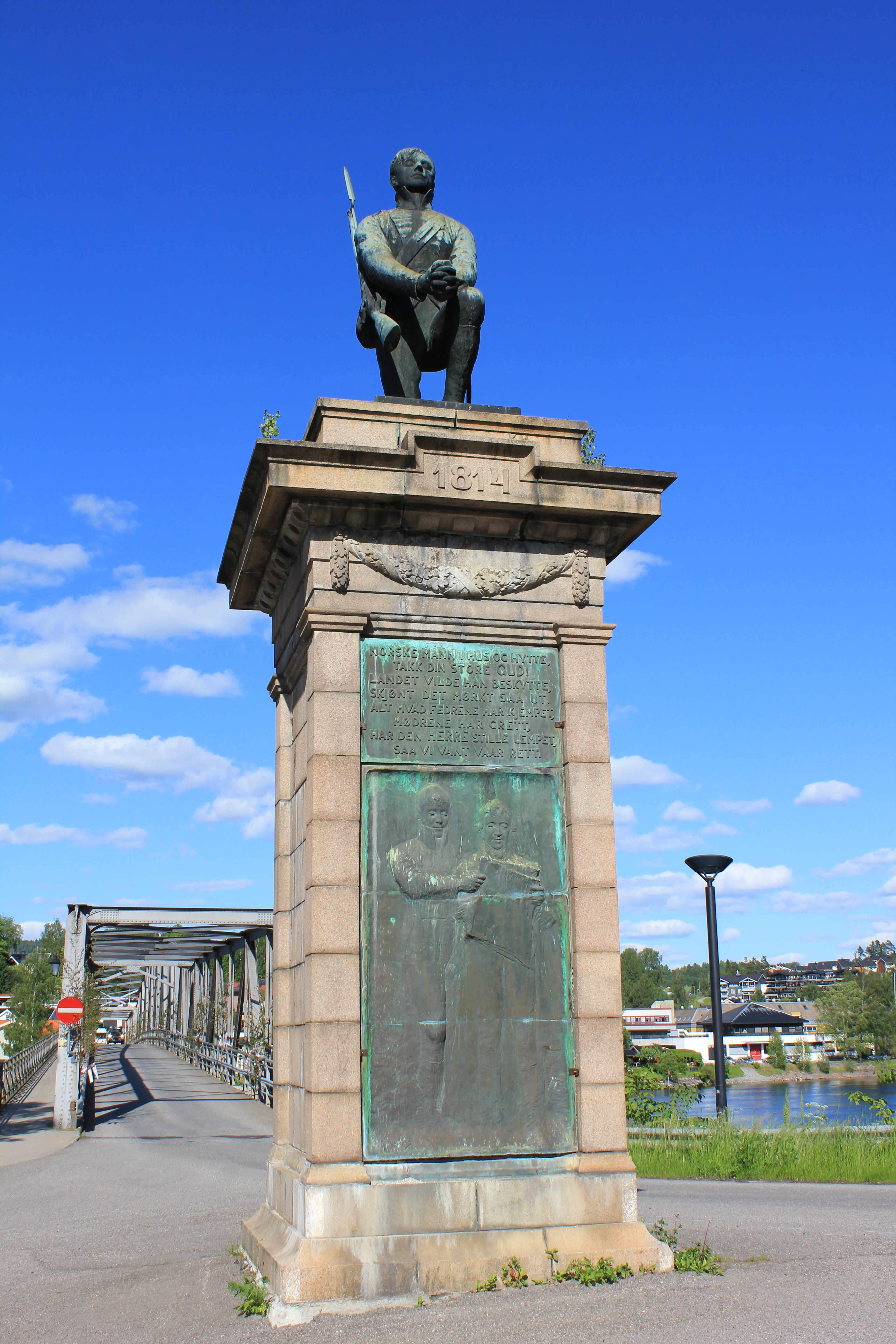
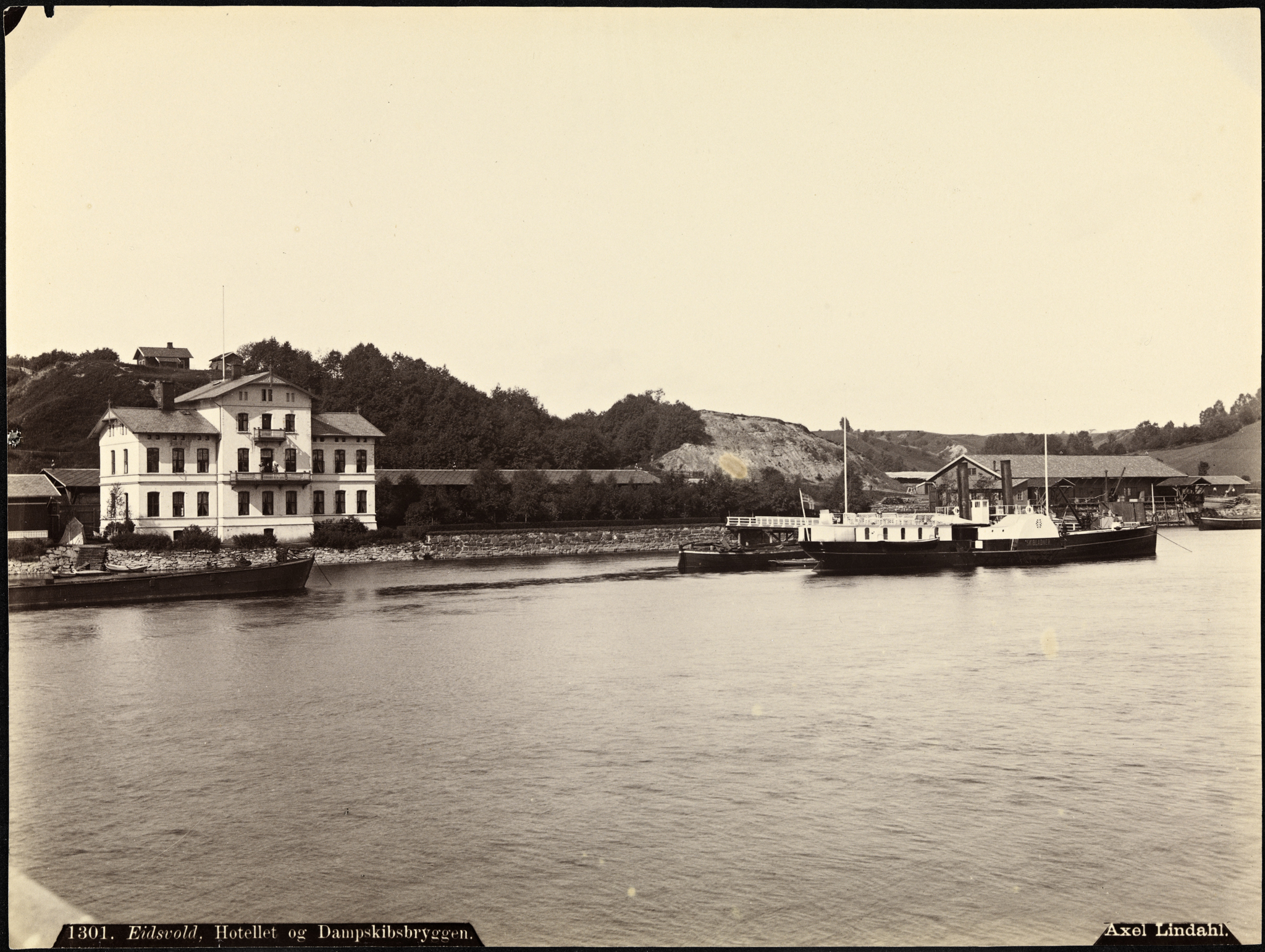
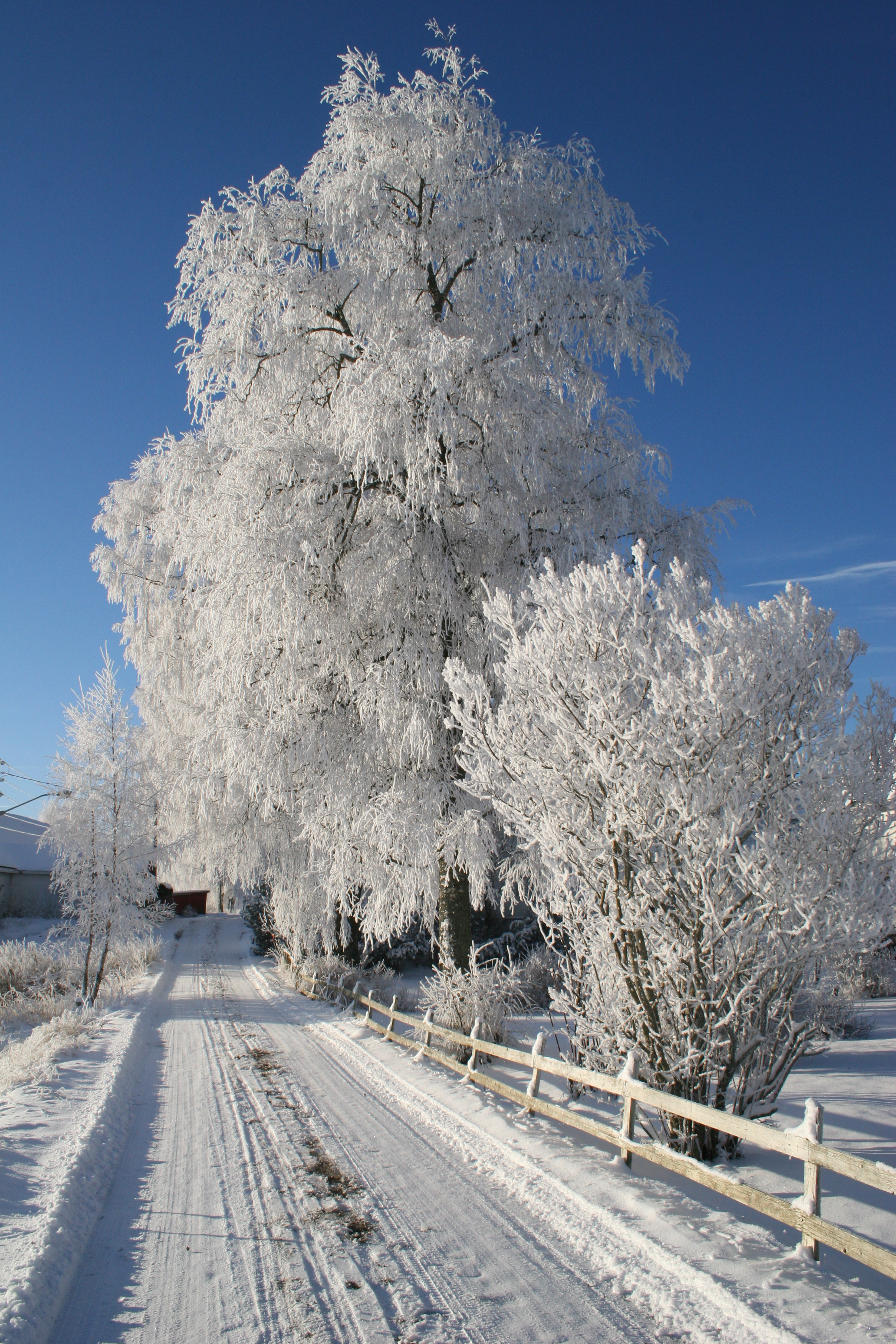